# Ibrahim Shams
Ibrahim Hassanien Shams (16 de janeiro de 1917, em Alexandria – 16 de janeiro de 2001) foi um halterofilista egípcio.
Shams ganhou a medalha de bronze no levantamento de peso nos Jogos Olímpicos de 1936, em Berlim. Ele ficou em terceiro lugar na categoria até 60 kg. Três disciplinas compunham a prova: desenvolvimento (abolido em 1973), arranco e arremesso. Shams levantou 300 kg no total, 12,5 kg a menos do que o vencedor, Anthony Terlazzo, dos Estados Unidos, e 5 kg a menos do que seu compatriota Saleh Soliman, que ficou com a prata.
Doze anos depois, durante os Jogos Olímpicos de Verão de 1948, em Londres, Shams foi medalha de ouro no levantamento de peso. Ele venceu na categoria leve, até 67,5 kg, com 360 kg no total combinado.
Ainda na categoria até 67,5 kg, ele foi campeão mundial em 1949 e em 1951.